# Albert Baernstein II
Albert Baernstein II (* 25. April 1941 in Birmingham, Alabama; † 10. Juni 2014 in University City) war ein US-amerikanischer Mathematiker.
Baernstein studierte zunächst an der University of Alabama, wechselte aber nach einem Jahr an die Cornell University, wo er 1962 mit dem Bachelor abschloss. Nachdem er ein Jahr bei einer Versicherungsgesellschaft tätig gewesen war, setzte er sein Studium an der University of Wisconsin-Madison fort, wo er 1964 den Master degree erhielt und 1968 mit der Schrift A Nonlinear Tauberian Theorem in Function Theory and Some Results on Tauberian Oscillations promovierte. Von 1968 bis 1972 war er Assistant Professor an der Syracuse University, dann wurde er Professor an der Washington University in St. Louis, wo er bis zu seiner Emeritierung im Jahre 2011 blieb.
Das Hauptarbeitsgebiet von Baernstein war die Analysis, insbesondere die Funktionentheorie. Hier interessierte er sich vor allem für Symmetrisierungsprobleme. Sein wohl wichtigster Beitrag ist hier die heute nach ihm benannte Baernsteinsche *-Funktion. Ursprünglich hatte er diese eingeführt, um ein von Edrei gestelltes Extremalproblem der Nevanlinnaschen Wertverteilungstheorie zu lösen. Später wurde sie von ihm und anderen aber auch auf verschiedene andere Problem angewandt.
1978 war er Invited Speaker auf dem Internationalen Mathematikerkongress (ICM) in Helsinki (How the *-function solves extremal problems).